# 東谷口村
東谷口村（ひがしたにぐちむら）は、石川県江沼郡に存在した村。
村名の由来は、動橋川の谷を江沼郡においては「東の谷」として、その入口に位置するという意味の村名である。なお、当村の南隣、動橋川の上流（奥）の方には東谷奥村があった。

## 地理
- 現在の加賀市東部。江沼平野から動橋川の谷に入る所に位置。
- 当時の主な産業は、農業（米、麦などの穀物）、木材、石材、瓦の各製造など。

## 歴史
- 1889年（明治22年）4月1日 - 町村制の施行により、二ツ屋村、小坂村、横北村、水田丸村、柏野村、須谷村及び塔尾（とのお）村の区域をもって、東谷口村が発足する。
- 1955年（昭和30年）1月20日 - 山代町、勅使村及び東谷口村が合併して、改めて山代町が発足する。7大字は山代町の大字に継承。
- 1958年（昭和33年）1月1日 - 大聖寺町、橋立町、片山津町、山代町、動橋町、南郷村、三谷村、三木村及び塩屋村が合併して、加賀市が発足する。山代が山代温泉に名称を変更する他は、旧東谷口村の7大字を含む25大字は加賀市の町名に継承。

## 教育
- 東谷口村立東谷口小学校（現・加賀市立東谷口小学校）
- 東谷口村立東谷口中学校（山代町合併後約2か月半後の1955年4月1日、山代町立山代中学校（現・加賀市立山代中学校に統合）